# Staffelwinkel

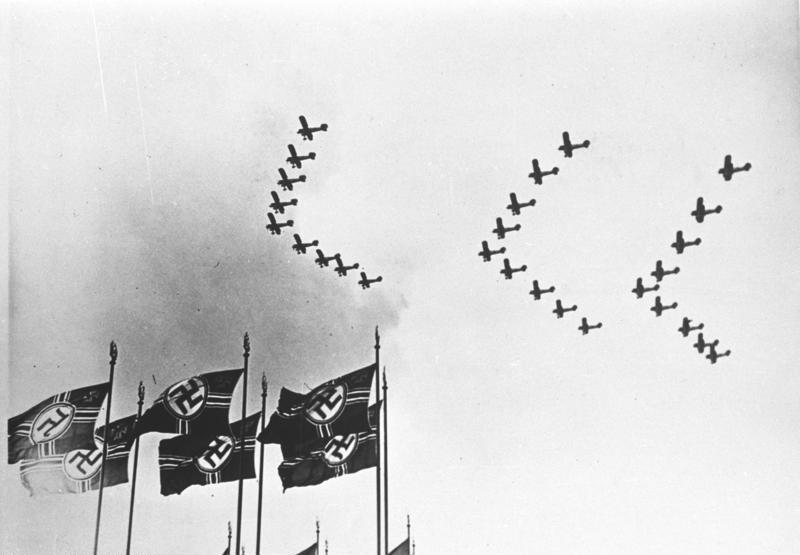
Drei Staffelwinkel beim Paradeflug 1937

Der Staffelwinkel ist eine Flugformation von mehreren Militärflugzeugen in Staffelstärke. Er hat keinerlei taktische Bedeutung und dient lediglich dem Paradeflug.
In der Luftwaffe der Wehrmacht setzte sich der Staffelwinkel aus dem Staffelkapitän und den links und rechts zurückversetzt fliegenden Staffelflugzeugen zusammen.